# Dora Labhart-Roeder
Dora Labhart-Roeder (* 25. August 1897 in München; † 24. Oktober 1992 in Zürich) war eine Schweizer Juristin. Sie lebte in Romanshorn und in Arbon und erstritt 1923 vor Bundesgericht das Recht, als Frau und Rechtsanwältin eine eigene Kanzlei und Gerichtsfälle zu führen.

## Leben
Dora Roeder wuchs als Tochter eines deutschen Unternehmers in Zürich auf. Sie besuchte die Handelsschule in einem Internat in der Romandie. Nach einem kurzen Einsatz in der Firma ihres Vaters studierte sie an der Universität Zürich Rechtswissenschaften und promovierte dort 1920. Als sie 1922 eine Stelle in einem Advokaturbüro in Freiburg (FR) antrat, erstritt sie sich vor Bundesgericht das Recht, als Frau Gerichtsprozesse zu führen. Dies war im Kanton Zürich erlaubt, aber im Kanton Freiburg noch nicht, da die Frauen kein Aktivbürgerrecht hatten. 1924 wurde sie in den Schweizerischen Juristenverein aufgenommen, 1925 erhielt sie das Anwaltspatent im Kanton Zürich. 
Bald darauf lernte sie den Fürsprech Max Labhart aus Romanshorn kennen, und sie heirateten 1928. In den 1930er Jahren wurde sie Mutter zweier Kinder und arbeitete in der Kanzlei ihres Mannes. Der Kanton Thurgau hatte für sie, aufgrund des Bundesgerichtsentscheids, das Anwaltsgesetz geändert. Bis ins hohe Alter blieb Dora Labhart-Roeder engagiert in Sachen Gemeinnützigkeit und in frauen- und jugendrechtlichen Fragen. Sie starb 1992 in Zürich.

## Wirken
Neben ihrer beruflichen Tätigkeit und dem Engagement für die Rechte der Frauen setzte sich Dora Labhart-Roeder gemeinnützig ein. Sie gründete 1938 den Thurgauischen Gemeinnützigen Frauenverein. Als Präsidentin und Mitglied im Zentralrat des Schweizerischen Gemeinnützigen Vereins kümmerte sie sich um juristische Frauenfragen. Von 1953 bis 1960 engagierte sie sich als Jugendanwältin und betreute viele Offizialverteidigungen. Sie erwirkte auch, dass Frauen bei der Heirat mit einem Ausländer das Schweizer Bürgerrecht behalten konnten. Die gemeinsame Advokatur mit ihrem Mann Max Labhart in Romanshorn «war eine richtige Landpraxis voller menschlicher Bezüge», erinnert sich die Tochter Verena Stadler-Labhart, Juristin in Zürich: «Im grossen Bürgerhaus gingen Hilfe- und Ratsuchende ein und aus.»

## Publikationen
- Die Steuervergehen des zürcherischen Gesetzes betr. die direkten Steuern vom 25. November 1917. Dissertation. Noske, 1920.
- Die Schweizerfrau in der Jurisprudenz. In: Zentralblatt. Organ des Schweizerischen gemeinnützigen Frauenvereins. 24. Jg., Nr. 4, 20. April 1936, S. 73–80 (Digitalisat).
- Praktische Winke aus dem Rechtsleben. In: Zentralblatt. Organ des Schweizerischen gemeinnützigen Frauenvereins. 26. Jg., Nr. 3, 20. März 1938, S. 54–56 (Digitalisat).
- Die Revision des Bürgerschaftsrechts. In: Zentralblatt. Organ des Schweizerischen gemeinnützigen Frauenvereins. 28. Jg., Nr. 11, 20. November 1940, S. 241–249 (Digitalisat).